# Aleyrodes spiraeoides
Aleyrodes spiraeoides är en insektsart som beskrevs av Quaintance 1900. Aleyrodes spiraeoides ingår i släktet Aleyrodes och familjen mjöllöss. Inga underarter finns listade i Catalogue of Life.